# Heinz Sachs
Heinz Sachs (* 1925 in Dresden) ist ein ehemaliger deutscher Boxer. Er war deutscher Meister bei den Amateuren und bei den Profis im Halbschwergewicht.

## Werdegang

### Amateurlaufbahn
Heinz Sachs, der in Dresden aufwuchs und dort als Jugendlicher mit dem Boxen begann, siedelte nach 1945 nach Krefeld über. Als mehrfacher Niederrheinmeister nahm er 1948 an den ersten deutschen Boxmeisterschaften der Amateure nach dem Zweiten Weltkrieg, die in Köln stattfanden, teil. Er besiegte dabei im Halbfinale den Stuttgarter Höß nach Punkten und bezwang im Finale den Favoriten Willi Hoepner aus Kiel durch K. o. in der 2. Runde.

### Profilaufbahn
Heinz Sachs unterzeichnete zu Beginn des Jahres 1949 einen Vertrag als Berufsboxer bei dem Manager Christian Schaath. Er bestritt seinen ersten Kampf als Profi am 1. April 1949 in Köln und besiegte dabei im Halbschwergewicht einen gewissen Kleinbauer überlegen nach Punkten. Die nächsten zwölf Kämpfe gewann Heinz Sachs, meist im westdeutschen Raum kämpfend. An bekannteren Gegnern waren dabei nur Hans Strelecki und Willi Fanzlau, beide aus Dortmund, darunter. Am 19. Mai 1950 bezog Heinz Sachs von Rudi Pepper, einem Aspiranten auf einen Kampf um die deutsche Meisterschaft, seine erste Niederlage. Er verlor über 8 Runden nach Punkten und musste sich auch am 2. Juli 1950 und am 8. Oktober 1950 jeweils in Berlin den US-Amerikanern Ken Stribling und Lloyd Marshall nach Punkten geschlagen geben.
Heinz Sachs machte aber in seinen Kämpfen gegen diese Amerikaner einen so guten Eindruck, dass er am 9. Dezember 1950 in Essen gegen Richard Vogt (Boxer) um die deutsche Meisterschaft im Halbschwergewicht kämpfen durfte. Er packte diese Gelegenheit beim Schopfe und gewann durch K. o. in der 4. Runde. In der Revanche am 23. März 1951, bei der es wieder um die deutsche Meisterschaft im Halbschwergewicht ging, verteidigte Heinz Sachs in Krefeld seinen Titel durch ein Unentschieden gegen Richard Vogt. Am 13. Mai 1951 gelang ihm dann noch eine Titelverteidigung. Er kämpfte gegen Hans Strelecki in Essen unentschieden und behielt deshalb weiterhin den Titel.
Am 7. Juli 1951 wurde Heinz Sachs dann in Hamburg im DM-Titelkampf von Willi Hoepner in der 3. Runde k. o. geschlagen, der damit neuer deutscher Meister im Halbschwergewicht wurde. Heinz Sachs erhielt noch am 23. August 1952 in Hamburg und am 21. Mai 1954 in Kiel von Willi Hoepner Gelegenheit sich den DM-Titel zurückzuholen. Er verlor aber beide Kämpfe. In Hamburg über 12 Runden nach Punkten und in Kiel durch K. o. in der 2. Runde.
Heinz Sachs machte in seiner Profikarriere, die bis zum 1. Juni 1956 dauerte, auch mehrfach den Versuch, sich gegen gute europäische Boxer nach vorne zu kämpfen. Es blieb aber beim Versuch, denn er verlor diese Kämpfe. Gegner waren u. a. Renato Tontini aus Italien (14. April 1951), Giovanni Alfonsetti aus Italien (2. August 1953), Wim Snoek aus Holland (11. Juli 1954), Charles Colin, Frankreich (21. Mai 1955) und Willy Schagen aus Holland (1. Juni 1956). Er kam deshalb zu keinem Kampf um die Europameisterschaft und trat nach seiner letzten Niederlage gegen Willy Schagen zurück.